# Preganziol (przystanek kolejowy)
Preganziol (włoski: Stazione di Preganziol) – przystanek kolejowy w Preganziol, w prowincji Treviso, w regionie Wenecja Euganejska, we Włoszech. Znajduje się na linii Wenecja – Udine.
Według klasyfikacji RFI posiada kategorię srebrną.
W związku z projektem SFMR został odnowiony i wyposażony w parkingi (Via Marconi), zatoki (przy peronach, dla rowerów i autobusów) i perony podniesione do 55 cm ponad poziomem szyny.
Lokalne przedsiębiorstwa komunikacyjne MOM i ACTV łączą przystanek z Treviso, Castagnole i Paese (linia 21 MOM) i Wenecją (linia 8 ACTV).

## Linie kolejowe
- Wenecja – Udine